# Borden (Indiana)
Borden és una població dels Estats Units a l'estat d'Indiana. Segons el cens del 2000 tenia 818 habitants.

## Demografia
Segons el cens del 2000, Borden tenia 818 habitants, 331 habitatges, i 231 famílies. La densitat de població era de 284,5 habitants per km².
Dels 331 habitatges en un 34,4% hi vivien nens de menys de 18 anys, en un 57,1% hi vivien parelles casades, en un 9,1% dones solteres, i en un 30,2% no eren unitats familiars. En el 25,7% dels habitatges hi vivien persones soles el 8,2% de les quals corresponia a persones de 65 anys o més que vivien soles. El nombre mitjà de persones vivint en cada habitatge era de 2,47 i el nombre mitjà de persones que vivien en cada família era de 2,97.
Per edats la població es repartia de la següent manera: un 26,3% tenia menys de 18 anys, un 9,3% entre 18 i 24, un 34,2% entre 25 i 44, un 18,8% de 45 a 60 i un 11,4% 65 anys o més.
L'edat mediana era de 33 anys. Per cada 100 dones de 18 o més anys hi havia 95,1 homes.
La renda mediana per habitatge era de 40.962 $ i la renda mediana per família de 44.868 $. Els homes tenien una renda mediana de 31.250 $ mentre que les dones 20.800 $. La renda per capita de la població era de 17.417 $. Entorn del 10,3% de les famílies i l'11% de la població estaven per davall del llindar de pobresa.

## Poblacions més properes
El següent diagrama mostra les poblacions més properes.